# Voetbalkampioenschap van Harz 1917/18
In 1917/18 werd het tiende voetbalkampioenschap van Harz gespeeld, dat georganiseerd werd door de Midden-Duitse voetbalbond. 
Er werden twee rondes gespeeld dit jaar, de herfstronde en de voorjaarsronde. Enkel de uitslagen van de herfstronde zijn bewaard gebleven en dat FC Germania Halberstadt ook de voorjaarsronde won. De club plaatste zich zo voor de Midden-Duitse eindronde, waar ze een zware nederlaag leden tegen Hallescher FC 1896, het werd 10-1. 
Thaler FC en Viktoria 1911 Thale fuseerden tot SpVgg 04 Thale. FC Seesen speelde tot vorig seizoen in de competitie van de Noord-Duitse voetbalbond. 

## 1. Klasse
| Plaats | Club                                  | Wed. | W  | G | V | Saldo | Ptn.  |
| ------ | ------------------------------------- | ---- | -- | - | - | ----- | ----- |
| 1.     | FC Germania Halberstadt               | 12   | 10 | 1 | 1 | 52:15 | 21:03 |
| 2.     | FC Seesen                             | 12   | 9  | 0 | 3 | 05:04 | 18:06 |
| 3.     | SpVgg 04 Thale                        | 12   | 8  | 1 | 3 | 39:27 | 17:07 |
| 4.     | FC Askania Aschersleben               | 12   | 5  | 2 | 5 | 25:25 | 12:12 |
| 5.     | FC Askania Halberstadt                | 12   | 6  | 0 | 6 | 10:30 | 12:12 |
| 6.     | FC Hohenzollern Staßfurt-Leopoldshall | 12   | 4  | 0 | 8 | 23:10 | 08:16 |
| 7.     | FC Teutonia 1913 Aschersleben         | 12   | 2  | 1 | 9 | 12:45 | 05:19 |

|  | Kampioen, geplaatst voor Midden-Duitse eindronde |